# Hambraine
Hambraine is een dorp in de deelgemeente Cortil-Wodon van de Naamse gemeente Fernelmont.

## Bezienswaardigheden
- De Sint-Martinuskapel (Chapelle Saint-Martin) is een kapel die afhankelijk was van het Sint-Jacobskapittel te Luik. Deze kapel, uit de 1e helft van de 17e eeuw, dient tegenwoordig als gotisch koor voor een neogotisch kerkje.
- Het Château d'Hambraine werd in de 19e eeuw grotendeels herbouwd door  baron de Woelmont met materialen van het oude kasteel van 1652, waarvan nog een toren aanwezig is. Bij het kasteel hoort een vierkantshoeve van 1848.

## Natuur en landschap
Hambraine ligt aan de Ruisseau de Hénemont. De hoogte aan de kapel bedraagt 148 meter.

## Nabijgelegen kernen
Hanret, Cortil-Wodon, Noville-les-Bois, Forville, Hemptinne